# (He's) The great imposter
"(He's) The great imposter" is een single van The Fleetwoods, geschreven door Sharon Sheeley en Jackie DeShannon. Het nummer behaalde de dertigste positie in de Billboard Hot 100 (1961).
Het nummer werd gebruikt in de Amerikaanse film American Graffiti.

## Nummers
1. a. "(He's) The great imposter"
2. b. "Poor little girl"